# Domanský
Domanský s.r.o. je největší český prodejce automobilů Citroen a Peugeot. Byla založena v roce 1995 a nabízí i záruční a pozáruční autoservis. Od roku 2007 firma prodává automobily Hyundai včetně servisu. Od roku 2018 tato firma prodává i vozy značky Toyota, pro prodej této značky firma otevřela autosalon ve Zdibech.
Firma provozuje webshopy pro autodoplňky a modeláře, seznam podřízených firem je
- Autodoplnky-domansky.cz[10]
- Profimodel.cz[11]
- Toyota Domanský[12]